# J. W. Alexander
James Woody Alexander (* 21. Januar 1916 in Hamilton, Mississippi; † 8. Juli 1996 in West Hollywood, Kalifornien) war ein amerikanischer Sänger, Songschreiber, Musikmanager und Musikunternehmer. Er war Förderer und Freund von Sam Cooke sowie sein Geschäftspartner bei der Plattenfirma SAR Records und dem Verlag Kags Music.

## Leben und Karriere
Der junge J. W. Alexander war im CCC (Civilian Conservation Corps) im Umweltschutz tätig, er sang im Silver Moon Quartett und war Baseballprofi in der schwarzen Showliga bei den Indianapolis Clowns. Er hatte demnach schon eine abwechslungsreiche Karriere hinter sich, bevor er ab 1942 als Manager der Gospelgruppe The Pilgrim Travelers wurde, in der er auch selbst Tenor sang. Ca. 1945 wurde J. W. Alexander auf Sam Cooke aufmerksam, der bei den Highway QC's als Vorprogramm der Pilgrim Travelers und anderer bedeutender Gospelgruppen in Chicago sang. Seit dieser Zeit begann die Unterstützung für Sam Cooke.
Am 1. Juni 1948 schloss er für seine Pilgrim Travelers einen Vertrag bei Specialty Records ab. J. W. Alexander avancierte bei Specialty zum Talentsucher im Gospelbereich und übernahm auch A&R Aufgaben. 1949 holte er die Soul Stirrers zu Specialty, sowie in den Folgejahren die Happyland Singers, die Original Gospel Harmonettes und andere bedeutende Gospelgruppen. Ende 1950 verließ der Kopf der Gruppe Rebert H. Harris (1916–2000) aus Glaubensgründen die Soul Stirrers. R. B. Robinson, der Betreuer der Highway QC's und Bariton der Stirrers machte sich für Sam Cooke als neuen Leadsänger stark und fand dafür ebenso die Unterstützung von J. W. Alexander. Die Freundschaft und Förderung von Alexander und Sam Cooke nahm bei zahlreichen Auftritten und Aufnahmen ihren Lauf.
Im Zuge der Streitigkeiten zwischen Specialty-Boss Art Rupe und Cooke/Blackwell, die das Label Richtung Keen Records verließen, nahm auch J. W. Alexander seinen Hut und nahm in der Folge Pop-Platten mit seinen neu formierten Travelers beim Keen-Tochterlabel Andex Records auf – jedoch mit bescheidenem Erfolg.
Als sich der erste Erfolg Sam Cookes als Solo-Künstler einstellte (You Send Me, 1957), war es J. W. Alexander, der mit Cooke als Partner am 1. Juli 1958 den Musikverlag Kags Music (BMI) gründete, um am Erfolg auch finanziell teilhaben zu können. Es kam sogar so weit, dass Alexander im Namen von Kags gegen Keen wegen falscher Tantiemenabrechnugen prozessierte. Die Folgen waren, dass sich Sam Cooke von Manager Bumps Blackwell trennte, Keen somit aus dem Geschäft war und Cooke zu RCA wechselte.
1959, als Art Rupe das Interesse am Musikgeschäft verloren hatte, begann Alexander und Cooke in Eigenregie für die Soul Stirrers Lieder zu schreiben und Aufnahmen zu machen, z. B. Stand By Me Father, eine Adaption des Gospelsongs von Charles Albert Tindley, das später von Ben E. Kings Interpretation bekannt wurde. Der nächste Schritt war die Gründung des Labels SAR Records zusammen mit Cooke. Zudem gründeten sie einen zweiten Verlag Malloy (für ASCAP), sowie das SAR-Tochterlabel Derby, auf dem 1963 nur zwei LPs von Mel Carter sowie Billy Preston herauskamen.
Auf SAR dagegen erschienen zahlreiche Veröffentlichungen. Neben den Soul Stirrers auch Johnnie Morisette, Johnnie Taylor (Cookes Nachfolger bei den Stirrers, der nach der Auflösung von SAR zu Stax wechselte), die Sims Twins oder The Valentinos. SAR Records bestand noch bis kurz nach Sams Tod und wurde Anfang 1965 durch Barbara Cooke aufgelöst, die Sams Hälfte verkaufte. Ebenso verkaufte J.W. Alexander seine Hälfte am Kags Katalog für 375.000 $. Der jetzige Besitzer ist Abkco.
J. W. Alexander widmete sich der Begleitung weiterer Karrieren: U.a. der von Lou Rawls (ebenfalls Mitglied der Pilgrim Travelers ab 1959) oder Willie Hutchs. Ebenso arbeitete er ab 1968 kurzzeitig mit Little Richard sowie Solomon Burke zusammen. Neben Gesang spielte er auch Schlagzeug und Percussion. U.a. unterstützte er die Rolling Stones 1965 bei I’m Free. Ein weiteres Standbein war das Produzieren. In den 1960er und 1970er produzierte er z. B. die Bar-Kays, Mavis Staples oder auch Isaac Hayes.
J. W. Alexander starb 1996 an Krebs. Er hat eine Tochter Adrienne, sowie zwei Söhne Anthony und J.W. III.